# Azərbaycan hərbi dəniz qüvvələri
Le Forze navali dell'Azerbaigian, in azero Azərbaycan hərbi dəniz qüvvələri, sono la componente navale delle forze armate dello Stato dell'Azerbaigian. Benché tecnicamente sia uno Stato senza sbocco al mare, l'Azerbaigian dispone di una lunga linea costiera affacciata sul bacino interno del Mar Caspio, ricca di risorse naturali da sfruttare; dopo l'indipendenza acquisita dall'Unione Sovietica nel 1991, quindi, il Paese istituì una propria forza navale militare, ereditando una cospicua frazione del naviglio della Flottiglia del Caspio sovietica.
La necessità di sostenere la lunga prima guerra del Nagorno Karabakh con l'Armenia subordinò le esigenze della Marina azera a quelle di esercito e aviazione, e le Forze navali rimasero a lungo la componente più piccola e meno sviluppata delle forze armate azere (Azərbaycan Silahlı Qüvvələri). La situazione iniziò a mutare a partire dagli anni 2000, con lo sviluppo economico della nazione dato dallo sfruttamento dei nuovi giacimenti di gas naturale aperti nelle acque del Mar Caspio; la necessità di proteggere i giacimenti offshore e una serie di contenziosi con l'Iran circa la delimitazione delle frontiere marittime portò quindi a un interesse per la componente navale delle forze azere, rafforzata tramite programmi di acquisizione e cooperazione stabiliti con Turchia, Stati Uniti d'America e Israele.

## Storia

### La nascita della Marina azera

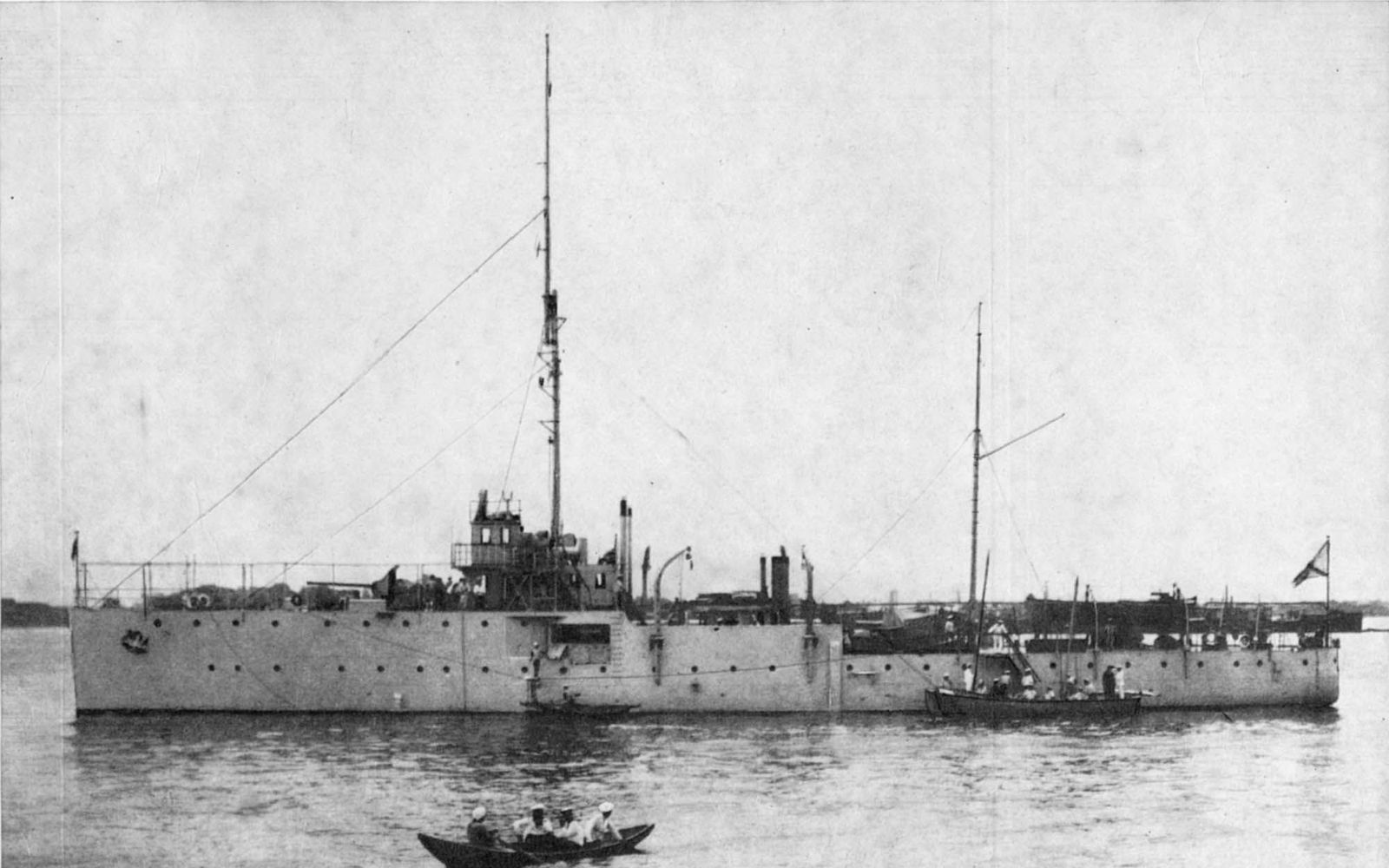
La cannoniera Erdogan nel 1917, una delle unità della piccola Marina della Repubblica Democratica di Azerbaigian

Le forze navali dell'Azerbaigian celebrano come loro data fondativa il 5 agosto 1919, quando l'allora neo-indipendente Repubblica Democratica di Azerbaigian, frutto delle conseguenze della dissoluzione dell'Impero russo, istituì una piccola forza navale a partire da unità russe recuperate negli scali della nazione. Questa prima incarnazione della Marina militare azera arrivò a mettere in servizio due cannoniere, una mezza dozzina di unità ausiliarie e una piccola componente di aviazione; piani per espandere ulteriormente la forza non ebbero però esito, anche perché nell'aprile 1920 l'Azerbaigian venne invaso dalle forze russe e riassorbito nella nascente Unione Sovietica.
L'Azerbaigian tornò a una piena indipendenza nell'ottobre 1991, nell'ambito dei rivolgimenti dovuti alla dissoluzione dell'Unione Sovietica. A seguito della legge del 9 ottobre 1991 che autorizzava l'istituzione di proprie forze armate nazionali, l'Azerbaigian attivò la propria componente navale militare nel marzo del 1992, dopo negoziati in seno alla Comunità degli Stati Indipendenti circa la spartizione delle risorse militari delle disciolte forze armate sovietiche. Le neonate Forze navali azere schierarono inizialmente 3000 effettivi e una trentina di unità navali militari, ottenute principalmente dai ranghi della Flottiglia del Caspio sovietica: le unità principali comprendevano una vecchia corvetta della classe Petya varata negli anni 1960 (la Bakili, divenuta nave ammiraglia della piccola flotta), cinque tra pattugliatori e cannoniere, cinque motovedette, sei mezzi da sbarco (quattro classe Polnocny e due classe Vydra) e cinque dragamine (tre della classe Sonya e due della classe Yevgenya); dai ranghi della componente navale del corpo delle Guardie di frontiera sovietiche furono invece ottenuti cinque pattugliatori della classe Stenka, tre navi ausiliarie e una nave scuola.

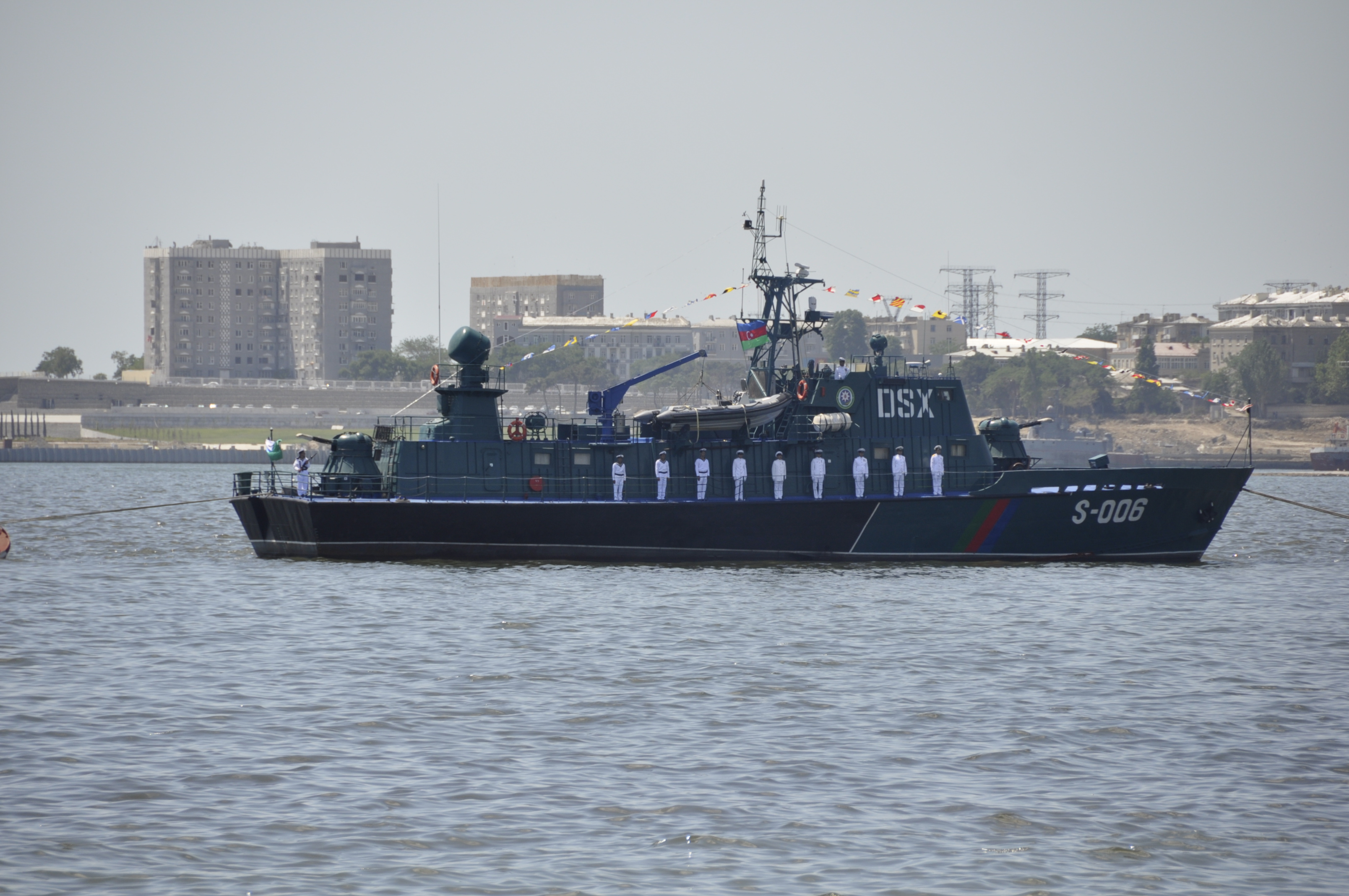
Un pattugliatore classe Stenka delle Forze navali azere durante una parata nel 2011

L'infuriare della prima guerra del Nagorno Karabakh tra Armenia e Azerbaigian fino al maggio 1994 impedì qualsiasi serio programma di sviluppo delle forze navali azere: venne costituito con personale navale un reggimento di fanteria di marina che combatté al fronte contro gli armeni nel 1994, ma per il resto le risorse dell'Azerbaigian vennero destinate primariamente allo sviluppo delle forze terrestri e aeree, lasciando la piccola marina a languire. Nel 1995 gli organici delle forze navali si erano contratti a 2000 effettivi in servizio e circa una ventina di unità operative, la cui funzionalità era in pratica assicurata solo dall'assistenza di tecnici e specialisti russi i quali curavano tanto la manutenzione delle imbarcazioni quanto l'addestramento degli equipaggi; l'unica significativa acquisizione di naviglio negli anni 1990 riguardò la cessione da parte della Russia di quattro sommergibili tascabili della classe Triton, residuati sovietici degli anni 1970 impiegati principalmente per attività di addestramento.

### I programmi di ammodernamento
La temporanea cessazione delle ostilità con l'Armenia e l'avvio dello sfruttamento delle cospicue riserve di idrocarburi a disposizione della nazione consentirono all'Azerbaigian di intraprendere, nei primi anni 2000, un ciclo di forte crescita economica. La necessità di proteggere i nuovi giacimenti offshore stabiliti nelle acque del Mar Caspio portò il paese a destinare maggiori risorse alle forze navali, in particolare dopo il sorgere di contrasti diplomatici con il confinante Iran circa la delimitazione delle frontiere marittime tra i due Stati; le forze navali poterono poi giovarsi dei rinnovati contatti tra l'Azerbaigian e la Turchia, un tradizionale alleato degli azeri, nonché di programmi di scambio e acquisizione anche in campo militare stabiliti con gli Stati più ostili all'Iran, come Stati Uniti d'America e Israele.
Nel 2001 istruttori delle forze speciali navali turche e dei Navy SEAL statunitensi curarono la creazione della 641ª Brigata operazioni navali speciali (641-ci Xüsusi Dəniz Əməliyyatları Briqadası), il corpo di forze speciali della Marina azera; l'assistenza straniera curò anche tra il 2006 e il 2007 il programma di ammodernamento nei cantieri navali di Baku della corvetta Bakili (tramite la sostituzione degli apparati più obsoleti con altri di moderna concezione) e di parte del naviglio ex-sovietico mantenuto in servizio. Le cessioni di naviglio furono limitate, negli anni 2000, a quella di un pattugliatore/cacciasommergibili turco della classe AB-25, di tre nuove motovedette costruite in cantieri dell'Estonia e di un pattugliatore statunitense della classe Point; quest'ultimo, unitamente ad alcune motovedette, andò ad armare i ranghi del nuovo corpo della Guardia costiera azera (Dövlət sərhəd xidməti), fondato nel 2005 e subordinato alle Forze navali.

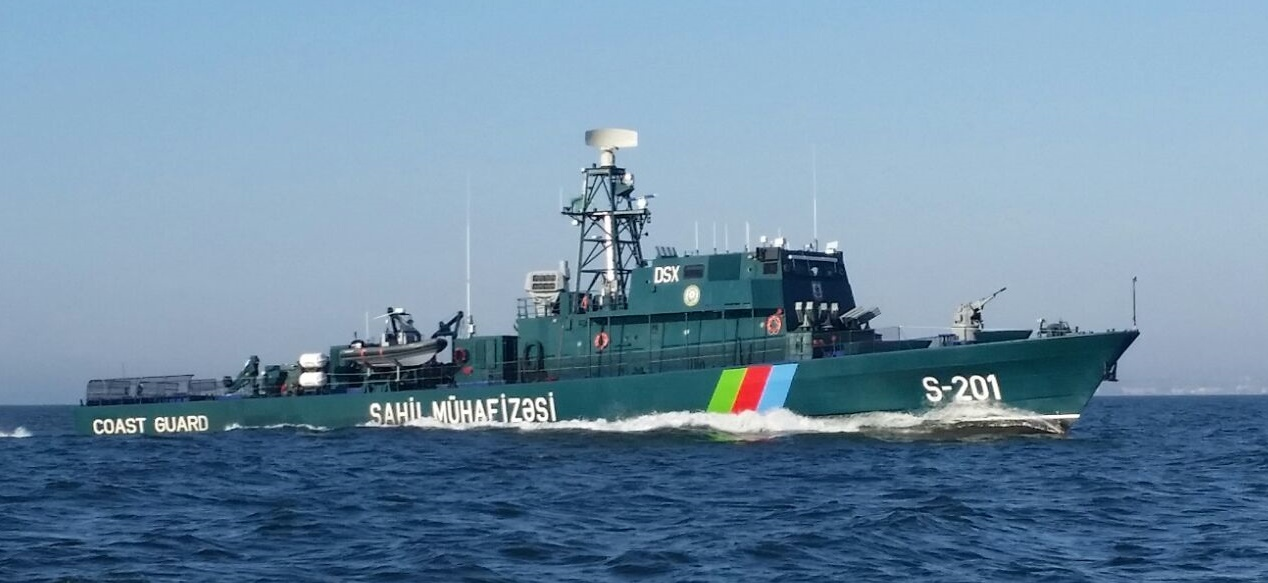
Un pattugliatore classe Sa'ar 62 con la livrea della Guardia costiera azera in navigazione nel 2019

Nel 2013 Azerbaigian e Israele siglarono un contratto per un importante programma di potenziamento della componente navale, comprendente l'acquisizione di un complesso di dodici moderne unità da combattimento che, pur formalmente assegnato in forza alla Guardia costiera, rappresenta la componente bellica più efficiente della Marina azera. Negli scali del nuovo polo cantieristico di Türkan vicino Baku, aperto espressamente nel 2015, furono assemblate sei motovedette classe Shaldag di progettazione israeliana: unità da 40 nodi di velocità massima, le Shaldag acquistate dall'Azerbaigian sono dotate di un armamento piuttosto pesante comprendente, oltre a mitragliere e mitragliatrici, un lanciatore quadruplo per missili Spike NLOS, versione navalizzata del missile anticarro Spike dell'israeliana Rafael. A queste unità, entrate in servizio tra il 2014 e il 2015, si aggiunsero tra il 2015 e il 2019 sei più grandi pattugliatori lanciamissili della classe Sa'ar 62, forniti da Israele in kit pre-costruiti assemblati poi nei cantieri di Türkan: si tratta di unità polivalenti da 500 tonnellate di dislocamento, dotate di un ponte di volo a poppa capace di ospitare un elicottero Airbus Helicopters AS365 Dauphin (acquistato in due esemplari dalla Marina azera), di spazi per la messa a mare e il recupero di due RHIB e di un armamento piuttosto pesante comprendente anche un lanciatore a otto celle per missili Spike NLOS. Ulteriori programmi di acquisizione, comprendenti l'assemblaggio a Türkan di due corvette classe Sa'ar 72 israeliane e l'acquisto di tre pattugliatori d'altura portaelicotteri della francese Naval Group, non si sono invece ancora concretizzati.

## Struttura
Con quartier generale situato a Baku, le Forze navali azere schierano al 2022 circa 14000 effettivi in servizio permanente, contando anche la Guardia costiera, le forze speciali della 641ª Brigata operazioni navali speciali, un reggimento di fanteria di marina (Dəniz piyada taburu) e una brigata di difesa costiera dotata di sistemi di sorveglianza radar. Le unità navali sono suddivise tra cinque comandi di divisione.

## Comandanti della marina azera
Comandante attuale: non ancora nominato

### Cronotassi comandanti
- Contrammiraglio Rafiq Əsgərov (1991 - 1993).

- Capitano di primo classe Fuad Yusifov (1993 - 1999).

- Vice Ammiraglio Şahin Sultanov (1999 - 2014).

- Capitano di primo classe Yunus Məmmədov (11 marzo 2014 - 31 marzo 2014).

- Capitano di secondo classe Şahin Məmmədov (2014 - 2016).

- Capitano di primo classe Hicran Rüstəmzadəh (2016 - 2017).

- Capitano di prima classe Zaur Hümbətov (2017 - 2020).

- Vice Ammiraglio Sübhan Bəkirov (2020 - 2024).